# Epidendrum forcipatoides
Epidendrum forcipatoides är en orkidéart som beskrevs av Eric Hágsater. Epidendrum forcipatoides ingår i släktet Epidendrum och familjen orkidéer. Inga underarter finns listade i Catalogue of Life.